# Babuškin
Babuškin (burjatsky i rusky Бабушкин), před rokem 1941 známý jako Mysovsk (Мысовск), je největší (ne však hlavní) město v Kabanském rajónu v Republice Burjatsko v Rusku. Nachází se na jižním cípu Bajkalu a probíhá vedle něj Transsibiřská magistrála.

## Historie
Babuškin byl založen v roce 1892 na poštovní staniční Mysovaja. Mělo sloužit jako obchodní cesta z Číny do Ruska.
O pár let později bylo město vybráno jako konečná stanice pro trajektovou linku napříč Bajkalem, která byla využívána jako část Transsibiřské magistrály, dokud nebyly železniční linky kolem jižního břehu v roce 1905 dokončeny. V roce 1902 dostalo město svůj status. V srpnu 1918 na přístav ovládaný Rudou armádou zaútočili českoslovenští legionáři pomocí dvou ukořistěných lodí.
V roce 1941 bylo město přejmenováno na Babuškin, na počest bolševického revolucionáře a žurnalisty Ivana Babuškina, který zde byl 18. ledna 1906 se svými kumpány zastřelen za pašování zbraní. Město se tak jmenuje dodnes.